# 600665 Nuitsaintgeorges
600665 Nuitsaintgeorges è un asteroide della fascia principale esterna. Scoperto nel 2012, presenta un'orbita caratterizzata da un semiasse maggiore pari a 3,148927 UA e da un'eccentricità di 0,058502, inclinata di 11,084539ª rispetto all'eclittica.
Il nome ricorda il comune francese di Nuits-Saint-Georges.